# Csefalvai Pál
Csefalvai Pál (Nagyszombat, 1715. január 20. – Győr, 1760) jezsuita rendi tanár.

## Élete
16 éves korában lépett szülővárosában a rendbe s ott hallgatta a bölcseletet; 1742-től 1745-ig teológiát tanult; aztán a bécsi Theresianumban igazgató lett és ismételten tanár Győrben és Trencsénben, utóbbi helyen a növendékpapok mestere is volt; azonkivül egyéb hivatalokban is működött.

## Munkái
- De immaculata Virginis conceptu oratio. Tyrnaviae, 1743
- Universae matheseos instituta theoretico-cticapra, complectens hac prima parte arithmeticam, geometriam, trigonometriam, mechanicam, staticam, hydrostaticam, hydraulicam, aeorometriam dum in archi episcop. soc. J. collegio Jaurini anno 1752. philosophiam universam propugnaret comes Franciscus Eszterházy praeside… auditoribus oblata (Jaurini, 1752)